# 주재규
주재규(1976년 10월 14일 ~ )는 대한민국의 성우이자 한국방송 성우극회 소속 성우이다. 2005년 KBS 공채 31기로 입사했다.

## 출연작품

### 애니메이션
- 공룡킹 어드벤처(재능TV) - 젠더
- 와글와글 꼬꼬맘(KBS) - 고철박사 역
- 라이브온 카드리버(재능TV) - 서준, 수중전 심판, QB
- 두 사람은 프리큐어 Splash Star(챔프) - 소라 아빠 / 찬우 역
- 멋지다 마사루(애니박스) - 토레방 역
- 비밀요원 터프퍼피(니켈로디언) - 올리 역
- 명탐정 코난(애니맥스) - 김창원 역

### 극장용 애니메이션
- 아쥐르와 아스마르(KBS) - 승마 교사
- xxx HOLIC 극장판 - 한 여름의 꿈(애니박스)

### 영화
- 꼬마 니콜라 (KBS) - 삼촌(시릴 코튼)
- 나의 그리스식 웨딩 (KBS) - 니코(닉) (루이스 맨다이어)
- 살아있는 시체들의 밤(1968년) - 마이키
- 본 슈프리머시 (KBS) - 그렛코브(카렐 로덴) / CIA 정보원(에단 샌들러)
- 블룸 형제 사기단 (KBS) - 듀크(노아 시건)
- 정무문 (KBS) - 무술 수련생(유영) / 일본인(원화)
- 조제, 호랑이 그리고 물고기들 (KBS) - 마작가게 손님(타나카 히로유키) / 서점 직원(아리카와 요시요시) / 사회 봉사원(이타오 이츠지)
- 아무르 (KBS) - 알렉산드르(알렉산드르 타로) / 경찰(로렝 카펠뤼토)
- 퍼햅스 러브 (KBS) - 호텔 직원(진동민) / 기자 / 영화 제작진

### 외화
- 파워레인저 엔진포스 (챔프) - 지저분하네
- 삼국지 (KBS) - 장수2
- 여총리 비르기트 (CNTV) - 트롤스(법무부 장관) / 아미르(기후에너지부 장관) / 댄(TV1 편집부) 외

### 라디오 드라마
- 소설극장 (KBS 3라디오) 2006.07.08 ~ 2006.08.16 공지영 <우리들의 행복한 시간> (정윤수)
- KBS 무대 10년(너에게 가을을 보낸다) (KBS 제2라디오)
- 라디오 여행기(천년산행) (KBS 제3라디오)

## 참고자료 및 관련 사이트
- 성우 주재규 블로그
- 라디오 극장[깨진 링크(과거 내용 찾기)] - 라디오 극장 (KBS 한민족 방송)
- 라디오 문학관[깨진 링크(과거 내용 찾기)] - 라디오 문학관 (KBS 한민족 방송)
- KBS 무대[깨진 링크(과거 내용 찾기)] - KBS 무대 (KBS 한민족 방송)
- 다큐멘터리 역사를 찾아서[깨진 링크(과거 내용 찾기)] - 다큐멘터리 역사를 찾아서 (KBS 1라디오)
- 소설극장 - 소설극장 (KBS 3라디오)
- 연속낭독[깨진 링크(과거 내용 찾기)] - 연속낭독 (KBS 3라디오)
- 라디오 여행기[깨진 링크(과거 내용 찾기)] - 라디오 여행기 (KBS 3라디오)
- 엄길청의 성공시대[깨진 링크(과거 내용 찾기)] - 엄길청의 성공시대 (KBS 제2라디오)